# Thoopterus nigrescens
Thoopterus nigrescens is een vleerhond die voorkomt op Celebes en de nabijgelegen eilanden Mangole, de Sangihe-eilanden, Morotai en Karakelong in de Talaud-eilanden.

## Beschrijving
T. nigrescens is een middelgrote, bruine vleerhond met een zwarte huid en een korte kop. Hij lijkt op Cynopterus-soorten, maar heeft een kortere staart. Mannetjes zijn een stuk groter dan vrouwtjes. T. nigrescens komt voor op Mangole in secundair bos en tuinen, maar niet in dorpen.
T. nigrescensis de enige beschreven soort van het geslacht Thoopterus. Dit geslacht bevat daarnaast waarschijnlijk nog minstens één onbeschreven soort.
Uit moleculair genetisch onderzoek blijkt een verwantschap met Chironax, Aethalops en Balionycteris (Latidens en Penthetor werden niet onderzocht). T. nigrescens is mogelijk ook verwant aan de Maleise Penthetor lucasi en de Indiase Latidens salimalii.
In onderstaande tabel zijn maten van Thoopterus uit verschillende gebieden opgenomen.
| Populatie                               | Aantal exemplaren | Kop-romplengte (mm) | Staartlengte (mm) | Voorarmlengte (mm) | Tibialengte (mm) | Oorlengte (mm) | Gewicht (g) |
| --------------------------------------- | ----------------- | ------------------- | ----------------- | ------------------ | ---------------- | -------------- | ----------- |
| Sangihe (mannetjes)                     | 16                | -                   | -                 | 75-83              | -                | -              | 76-117      |
| Sangihe (vrouwtjes)                     | 16                | -                   | -                 | 67,5-81            | -                | -              | 59-110      |
| Talaud (mannetjes)                      | 5                 | -                   | -                 | 79-84              | -                | -              | 79-100      |
| Talaud (vrouwtjes)                      | 10                | -                   | -                 | 74-81              | -                | -              | 55-84       |
| Mangole (mannetjes)                     | 2                 | 107,3-109,0         | 0-6,4             | 71,2-72,3          | 28,7             | 16,6-16,8      | 62-88       |
| Mangole (vrouwtjes)                     | 4                 | 94,1-106,7          | 6,0-9,8           | 70,4-73,9          | 27,4-31,0        | 14,1-16,7      | 52-60       |
| Midden-Celebes (mannetjes en vrouwtjes) | 4                 | -                   | -                 | 76,5-78,9          | -                | -              | -           |

Acerodon · Aethalops · Alionycteris · Aproteles · Balionycteris · Casinycteris · Chironax · Cynopterus · Desmalopex · Dobsonia · Dyacopterus · Eidolon · Eonycteris · Epomophorus · Epomops · Haplonycteris · Harpyionycteris · Hypsignathus · Latidens · Lissonycteris · Macroglossus · Megaloglossus · Melonycteris · Micropteropus · Mirimiri · Myonycteris · Nanonycteris · Neopteryx · Notopteris · Nyctimene · Otopteropus · Paranyctimene · Penthetor · Plerotes · Ptenochirus · Pteralopex · Pteropus · Rousettus · Scotonycteris · Sphaerias · Styloctenium · Syconycteris · Thoopterus